# Sarsameira giraulti
Sarsameira giraulti är en kräftdjursart som beskrevs av Albert Monard 1935. Sarsameira giraulti ingår i släktet Sarsameira och familjen Ameiridae. Inga underarter finns listade i Catalogue of Life.